# Uctívači ginga
Uctívači ginga je fiktivní sdružení ve Stínadlech ze stínadelské trilogie Jaroslava Foglara. Jako odznak mají list vzácného stromu gingo (jinan dvoulaločný, neboli Ginkgo biloba). Scházejí se v zahradě, kde gingo roste. Uctívače ginga založil Štěpán Mažňák, později však odstoupil z vedoucí funkce. Uctívačům velí náčelník a pětirada.
Uctívači ginga v původním Foglarově příběhu však mají vysloveně okrajový charakter, který Foglar už dále nerozvíjel. Na Foglara navázal Svatopluk Hrnčíř, který o nich napsal trilogii. Hlavními postavami už zde nejsou Rychlé šípy – ani nemohou být, příběh je od původních vzdálený cca 50 let.
Trilogie se skládá z těchto dílů:
- Ostrov Uctívačů ginga: po stopách neznámých příběhů Rychlých šípů (1999)[1]
- Poklad Uctívačů ginga: tajemství neviditelného srubu (2000)[2]
- Maják Uctívačů ginga: bratrstvo ztraceného talismanu (2005)[3]